# Resolució 89 del Consell de Seguretat de les Nacions Unides
La Resolució 89 del Consell de Seguretat de les Nacions Unides, aprovada el 17 de novembre de 1950, després de rebre queixes d'Egipte, Israel, Jordània i el Cap de Gabinet de l'Organisme de les Nacions Unides per la Vigilància de la Treva sobre l'execució dels acords d'armistici dissenyats per finalitzar la guerra araboisraeliana de 1948, el Consell va demanar a la Comissió Mixta d'Armistici Egipte-Israel que prestés atenció urgent a una queixa d'expulsió de milers de palestins. El Consell demana a ambdues parts que donin efecte a la troballa de la Comissió, que repatriarà els àrabs que la Comissió consideri que tenen dret a retornar. El Consell autoritza llavors al Cap de Gabinet de l'Organisme de Supervisió de Treva a recomanar a Israel, Egipte i altres Estats àrabs els passos apropiats que consideri necessaris per controlar el moviment dels àrabs beduïns a través de fronteres internacionals o línies d'armistici per acord mutu.
El Consell convida a la preocupació dels governs de no prendre cap acció que impliqui la transferència de persones a través de fronteres internacionals o línies d'armistici sense consultar prèviament a les Comissions. A continuació, el Consell va demanar que el Cap de Gabinet de l'Organisme de Supervisió de la Treva els informi al final dels noranta dies, o abans si ho consideri necessari sobre el compliment que es dona a aquesta resolució i sobre l'estat de les operacions de les diverses Comissions. El Consell finalment va demanar que presentés periòdicament als informes del Consell de Seguretat totes les decisions adoptades per les diferents Comissions i del Comitè Especial previst a l'apartat 4 de l'article X de l'Acord General d'Armistici Egipte-Israel.
La resolució es va aprovar amb nou vots a cap, amb dues abstencions del Regne d'Egipte i la Unió Soviètica.